# Mathilde Schroyens
Mathilde Joséphina Groesser-Schroyens (Mortsel, 28 december 1912 – Antwerpen, 27 februari 1996) was een Belgisch politica voor de BSP/SP.

## Levensloop
Ze werd geboren in het gezin van Fons Schroyens, propagandist van de BWP. Ze ging aan de slag als visverkoopster in de Grand Bazar op de Groenplaats in Antwerpen. Ze studeerde aan de Stedelijke Normaalschool te Antwerpen voor kleuteronderwijzeres, een functie die ze uitoefende van 1932 tot 1940 in een joodse school. Daarna ging ze aan de slag als maatschappelijk werkster.
Schroyens werd nationaal politiek actief als voorzitster van de Socialistische Vrouwen (SV) in 1948, een functie die uitoefende tot 1977. Op 26 juni 1949 deed ze - als socialistisch volksvertegenwoordigster  voor het arrondissement Antwerpen - haar intrede in de Kamer. Een mandaat dat ze zou uitoefenen tot 7 november 1971. Bij deze verkiezingen was ze lijstduwer, maar werd niet herverkozen. Tijdens haar maidenspeech stelde ze zich antileopoldistisch op, waarop ze een bombrief ontving. In de Kamer zette ze zich in voor de gelijkberechtiging van de vrouw. Zo pleitte ze onder meer als eerste voor de vrijwillige legerdienst voor vrouwen, wat gerealiseerd werd toen in 1975  - het internationaal jaar van de vrouw - de eerste vrouwelijke militairen in dienst werden genomen.
In 1953 werd ze ook lokaal politiek actief en deed ze haar intrede in de Antwerpse gemeenteraad. Anderhalf jaar later - op 21 juni 1954 - volgde ze partijgenoot Willem Eekelers op als schepen van onderwijs. Een functie die ze zou uitoefenen tot 1976. In deze hoedanigheid moderniseerde ze het scholennet van het Stedelijk Onderwijs en breidde ze het aanbod sterk uit. Tevens introduceerde ze de seksuele opvoeding en werd het gemengd onderwijs doorgevoerd in het Antwerpse stedelijk onderwijs (als eerste Belgische stad). Op 1 januari 1977 werd ze burgemeester van Antwerpen. In deze hoedanigheid volgde ze Frans Detiège op en werd ze de eerste vrouw in deze functie. Ze zou het mandaat bekleden tot aan de grote fusie op 1 januari 1983.
Ze stond bekend als een supporter van Beerschot VAC, waarvan ze geen enkele match miste. Tevens beoefende ze de astronomie.
Ze was gehuwd, maar bleef kinderloos. Ze overleed na een val in haar woning. Vervolgens werd ze gecremeerd en werd haar as uitgestrooid op de oude strooiweide van het Schoonselhof.
In Sint-Idesbald (Koksijde) werd een verblijf naar haar genoemd. Het 'Home Mathilde Schroyens' was voornamelijk gebruikt voor zeeklassen voor kinderen uit de lagere scholen van de stad Antwerpen. Tijdens de schoolvakanties en weekends kwamen er jeugdwerkverenigingen en andere groepen op bezoek. In 2013 werd bekendgemaakt dat de Home gesloten zou worden. Ondanks 500 betogers op de Grote Markt te Antwerpen, een facebook-groep met 7.000 leden en een onlinepetitie met meer dan 3.000 handtekeningen, sloot het home op 29 augustus 2014 definitief de deuren.